# ديفيد لوسون (سياسي)
ديفيد لوسون هو سياسي كندي، ولد في 1720، وتوفي في 1803.